# Gerard Karel Meijers

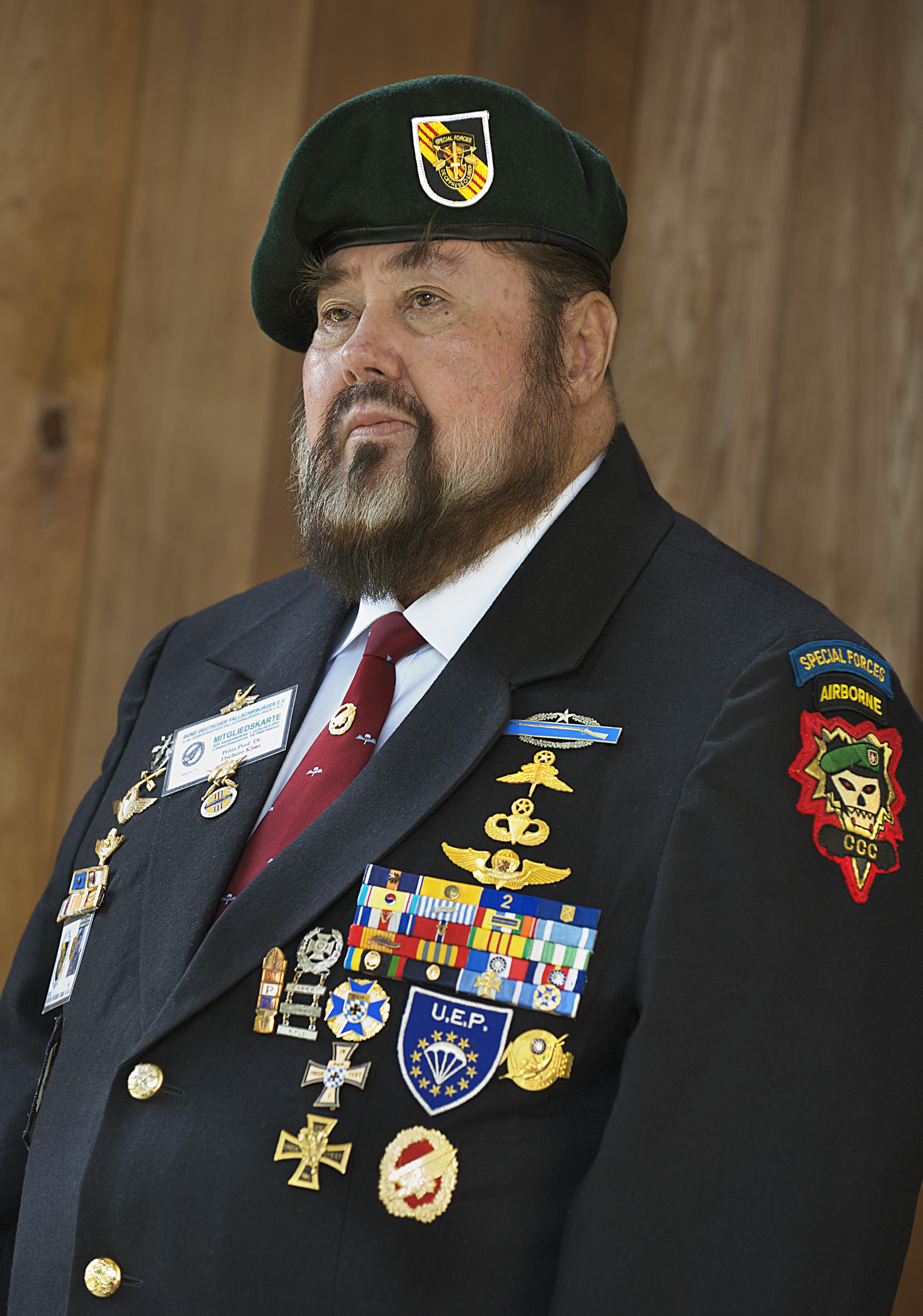
Gerard Karel Meijers

Gerard Karel Meijers (nach eigener, nicht unabhängig bestätigter Auskunft Prinz Dschero Khan, Chero Kahn, Sifu Tze oder Sifu Tze Chen Tao Tze Prinz Ganjuurin Dschero Khan), ist ein niederländischer Kampfkünstler. Er ist gemeinsam mit Carl Faulhaber Begründer der Kampfkunst Shaolin Kempo.

## Leben
Nach eigenen, nicht verifizierten Angaben wurde Meijers 1928 in der Nähe von Ulan Bator als Abkömmling aus altem mongolischem Adel geboren und erhielt den Namen Ganjuuryn Dschero Khan. In den Wirren des chinesischen Bürgerkrieges sei er nach Indonesien geflüchtet, wo ihn ein niederländischer Soldat adoptiert habe. Die Erfahrungen während der Flucht sowie während des Indonesischen Unabhängigkeitskrieges und des Koreakrieges hätten seine Kampfkunst geprägt. Die Glaubwürdigkeit der Angaben zu den ersten Jahrzehnten seines Lebens ist jedoch zweifelhaft.
1969 attackierte Meijers das Redaktionsgebäude der Zeitung Het Vrije Volk mit einer Planierraupe. Die Zeitung hatte sich in ihrer Arnheimer Lokalausgabe mit einem satirischen Bild über einen seiner Kempo-Nachmittage lustig gemacht. Er wurde dafür jedoch nur zu einer kurzen Haftstrafe verurteilt. 1976 gründete er gemeinsam mit Frits Drijssen den „Eerste Nederlandse Shaolin Kempo Bond“ (E.N.S.K.B.), dessen Vorsitzender er wurde. 
1976 trainierte Meijers unter anderem den Polizeisportverein Rheydt im Mönchengladbacher Stadtteil Rheydt und Kampfsportschulen in der Bundesrepublik Deutschland.
Mitte der 1980er Jahre zog er sich aus der öffentlichen Kampfkunstszene in Deutschland zurück und gründete am 20. Mai 1984 den Klewangverein „Oude Korps Marechaussee“. Diesem Korps steht er als Oberst vor.
2009 verfasste der Journalist und Autor Karel Michiels für ihn eine Biographie mit dem Titel De laatste Khan ("Der letzte Khan"), deren Glaubwürdigkeit aufgrund der fantastischen Schilderungen jedoch stark angezweifelt wurde.